# 卯安那
卯安那（みょうあんな、生没年不詳）は、百済から来日したと伝える訳語。

## 概要
『日本書紀』雄略紀七年条によると、463年、陶部高貴、鞍部堅貴、因斯羅我、錦部定安那錦らの四衆一行、及び訳語の卯安那が来日したという。